# (4943) Lac d'Orient
(4943) Lac d'Orient (1987 OQ) – planetoida z pasa głównego asteroid okrążająca Słońce w ciągu 4 lat i 113 dni w średniej odległości 2,65 j.a. Została odkryta 27 lipca 1987 roku.